# سليم جريصاتي
سليم جريصاتي (ولد في 4 أبريل 1952) هو محام و قاض دستوري سابق وسياسي. شغل منصب وزير العمل اللبناني بين عامي 2012 و 2014 و وزيرا للعدل في حكومة الرئيس سعد الحريري في نهاية العام 2016. وهو عضو في التيار الوطني الحر الذي يتزعمه جبران باسيل.

## النشأة والدراسة
أسرة جريصاتي هي من منطقة زحلة، شرق لبنان، حيث ولد هناك في 4 أبريل 1952. تخرج من الجامعة الأمريكية في بيروت وحصل على درجة البكالوريوس في عام 1967. كما حصل على الشهادة اللبنانية والفرنسية في القانون، وعلى دبلوم في القانون الخاص.

## المسيرة الحقوقية والقضائية
سليم جريصاتي هو قاض لبناني متقاعد. وأصبح عضوا مسجلا في نقابة المحامين في بيروت في 8 تشرين الثاني عام 1974. وفي عام 1976 بدأ العمل في جامعة القديس يوسف محاضرا. وهو عضو سابق في المجلس الدستوري اللبناني (1977-2009). وخدم في المحكمة الخاصة بلبنان (STL) كمستشار قانوني لفريق الدفاع عن أربعة من أعضاء حزب الله، بما في ذلك مصطفى بدر الدين. وكان أيضا واحدا من المستشارين القانونيين، الذين ساهموا في صياغة الدستور السوري الجديد، وبالإضافة إلى ذلك، شغل منصب مستشار الرئيس السابق اميل لحود.

## في السياسة
عيّن وزيرا للعمل في حكومة نجيب ميقاتي في 24 فبراير 2012، وحلّ محل شربل نحاس. وخلفه سجعان قزي وزيرا للعمل.
ثم عين وزيرا للعدل في حكومة سعد الحريري في 18 ديسمبر 2016

## في عالم المصارف
- من عام 1993 إلى عام 1997، كان جريصاتي عضوا في مجلس إدارة بنك التمويل كعضو.
- في عام 2008، تم تعيينه عضوا في مجلس إدارة بنك الإمارات ولبنان.